# Xenonlámpa

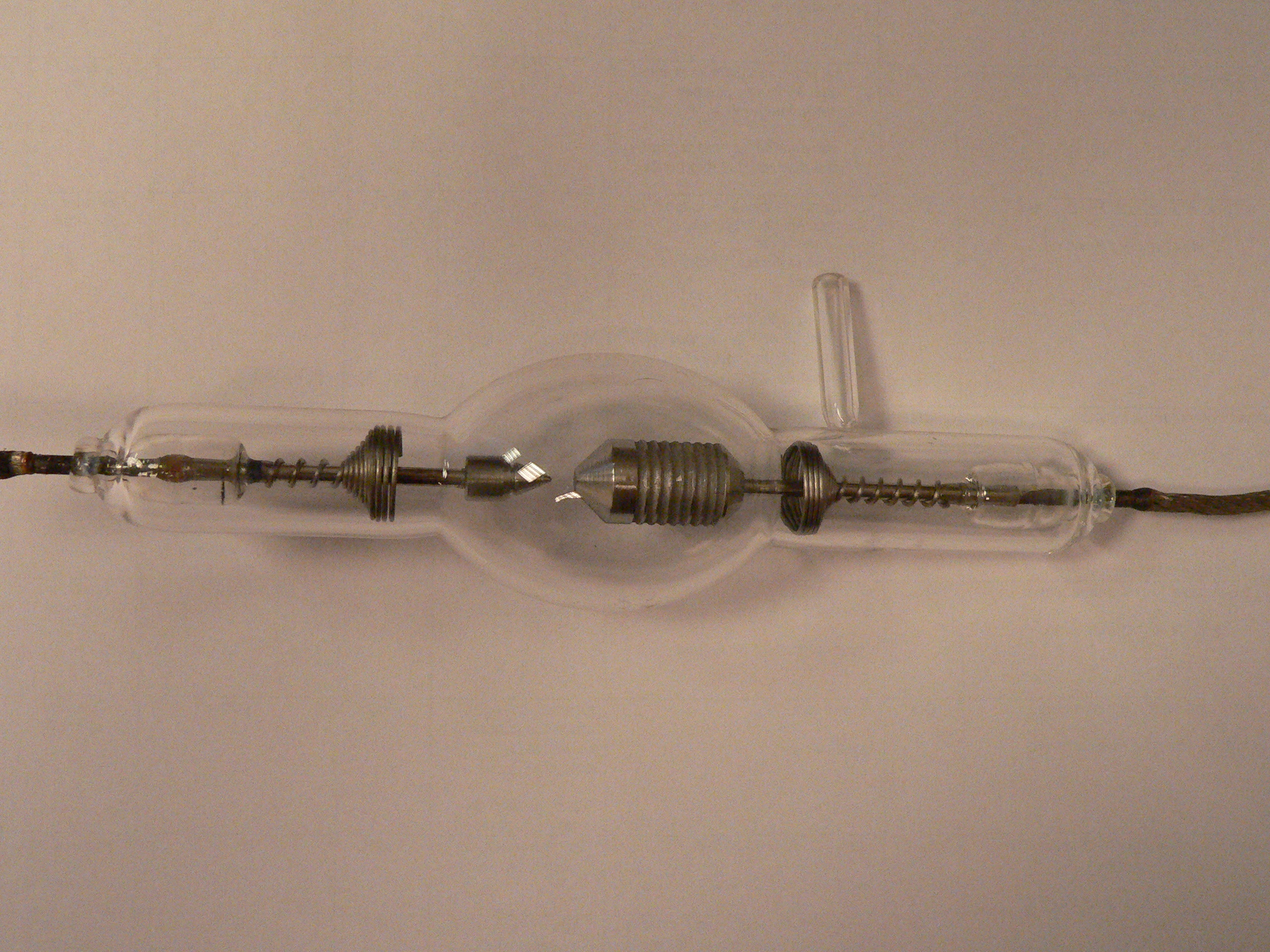
Félkész nagynyomású, xenon rövidívű lámpa. A lámpa teljes hossza kb. 18 cm, teljesítménye kb. 1500 W. Jobboldalt látható az ún. szívőcső, ezen keresztül szivattyúzzák le és töltik fel a lámpát

A xenonlámpák közös vonása, hogy fénykeltésre tiszta xenont használnak. A xenon vonalgazdag spektruma kiváló színvisszaadást nyújt, fényösszetétele a napfényre hasonlít, ugyanakkor fényhasznosításban jelentősen elmarad más nagynyomású lámpákhoz képest.
A xenonlámpák három csoportra oszlanak: rövidívű és hosszúívű változatokra, illetve villanólámpákra.

## Rövidívű lámpák
Minden xenonlámpa tartalmaz két volfrámelektródát egy gömbszerű kvarctestben. Hőtágulási okokból az áramot molibdénszalagon keresztül vezetik be. A lámpák egyenáramú működésűek, ezért az anód és katód konstrukciója jelentősen eltér. A katódok emittálják az elektronokat, kiképzésük rövid és csúcsos.
A lámpa fénye folytonos és nagyon széles spektrumú, az extrém UV (<200 nm)-től a közeli infravörösig bezárólag. A rövid elektródatávolság miatt a keletkező fény pontszerű, ez lehetővé teszi optikai hasznosítását. Ugyanakkor a rövid elektródatávolság miatt nagyon nagy teljesítmény disszipálódik kis térfogatban, ezért ezen lámpák speciális hűtést igényelnek, és élettartamuk rövid.
Töltőnyomásuk hidegen néhány, üzem közben több tíz atmoszféra. Ezért kezelésük nehéz és veszélyes.
Működtetésük speciális elektronikát igényel. Induláskor több tíz kilovolt gyújtófeszültség kiadása után a lámpa feszültsége hirtelen néhány tíz voltra esik vissza, több tíz, esetleg száz amper mellett. Nagy nyomásuk mellett - szemben más nagynyomású lámpákkal - a fal ívstabilizáló hatása sem érvényesül, így a lámpát kizárólag a tápegység stabilizálja.
Főleg gépjárműveknél és kivetítőknél használják. A gépjárművekben alkalmazott xenonlámpák valójában rövidívű fémhalogénlámpák.

## Hosszúívű lámpák
Kisebb nyomású, kevésbé koncentrált fényű lámpa. 
Drágasága mellett viszonylag gyenge fényhasznosítása miatt ma már csak laboratóriumi célokra használják erős napsugárzás szimulációjára.

## Villanólámpák

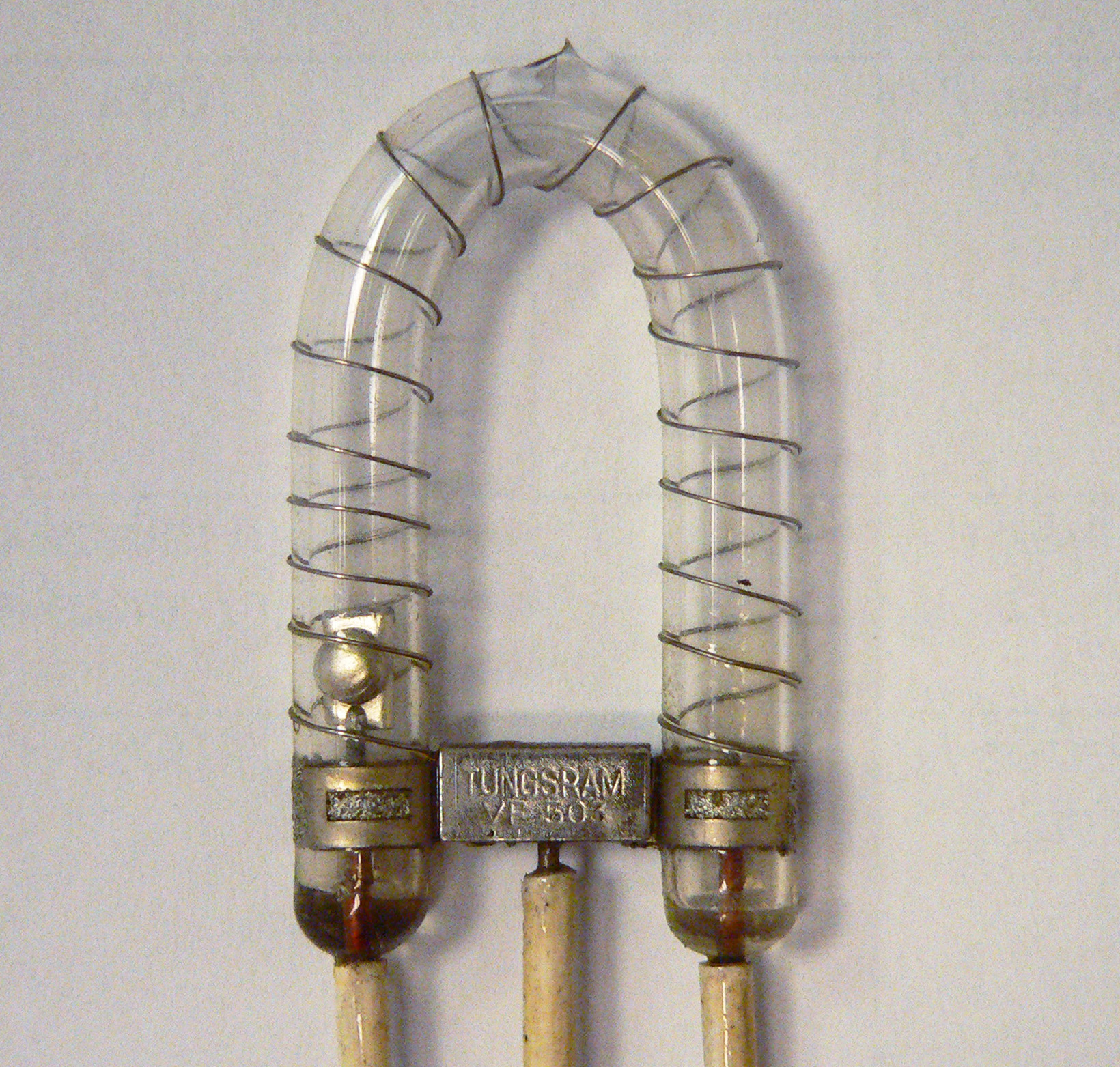
Xenon villanólámpa

Xenon villanólámpa működés közben

A villanólámpákat áramkorlátozás nélkül használják. Egy feltöltött kondenzátort kapcsolnak az anód és katód közé, majd a triggerelektródára adott impulzus létrehozza a kisülést. A kondenzátor kisülését követően a lámpa gyorsan kialszik.
Ezen rövid idő alatt magas színhőmérsékletű, magas színvisszaadású fényt állít elő, jó fényhasznosítás mellett. Gyors működésük lehetővé teszi mind lézertechnikai, mind fényképészeti, mind strobószkópiai alkalmazásukat.

## Külső hivatkozások
[forrás?]